# Wilhelm Ackermann

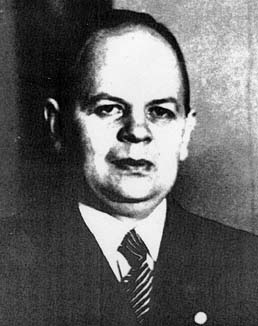
Wilhelm Ackermann

Wilhelm Ackermann (ur. 29 marca 1896 w Herscheid, zm. 24 grudnia 1962 w Lüdenscheid) – niemiecki matematyk, odkrywca funkcji Ackermanna, która jest ważnym przykładem w teorii obliczeń.

## Życiorys
Doktoryzował się w 1925 na Uniwersytecie Getyńskim na podstawie rozprawy Begründung des „tertium non datur” mittels der Hilbertschen Theorie der Widerspruchsfreiheit poświęconej dowodowi niesprzeczności arytmetyki bez pełnej indukcji. W latach 1929–1948 uczył w Gimnazjum Arnoldinum Gymnasium w Burgsteinfurcie (obecnie Steinfurt), a następnie w Lüdenscheid do 1961. Był członkiem korespondentem Akademii Nauk w Getyndze i profesorem honorowym Uniwersytetu w Münster.
W 1928 Ackermann współpracował z Dawidem Hilbertem przy opracowywaniu jego wykładów z lat 1917–1922. Oparta na nich książka Grundzüge der theoretischen Logik (Podstawy logiki teoretycznej) zawierała pierwszy systematyczny wykład klasycznego rachunku logicznego ze szczególnym uwzględnieniem problematyki pełności i rozstrzygalności. Ackermann kontynuował badania w dziedzinie logiki dowodząc niesprzeczności teorii mnogości (1937), arytmetyki Peana i podając nową aksjomatykę teorii mnogości (1956).